# Денер, Эрнст
Эрнст Денер (нем. Ernst Dehner; 5 марта 1889, Херсбрукк — 13 сентября 1970, Кёнигштайн-им-Таунус) — немецкий военачальник, генерал пехоты; осуждён на Нюрнбергском процессе по делу о заложниках в 1948 году и досрочно освобождён в 1951 году.

## Биография

### Первая мировая война
Родился 5 марта 1889 года в Херсбрукке (Бавария). С 1 октября 1908 в рядах Баварской армии, один год служил в 14-м пехотном полку «Хартманн». После окончания службы был уволен в запас, через год продолжил службу. В 1911 году поступил в Мюнхенскую военную школу, после начала Первой мировой войны в сентябре 1914 года отправился на фронт, но в декабре был ранен и отправился на лечение. С 1915 года командир роты 23-го Баварского резервного пехотного полка. С 12 августа 1916 по 15 декабря 1917 находился во французском плену, 8 августа 1918 интернирован в Швейцарию, откуда вернулся на родину. 22 марта 1918 уволился в звании капитана.

### Межвоенные годы
После окончания войны Денер служил в рейхсвере командиром роты в различных полках. В январе 1929 года переведён в штаб 6-й дивизии в VI военном округе, 1 февраля 1931 произведён в майоры. В 1934 году назначен командиром 2-го батальона 18-го пехотного полка, а затем 2-го батальона пехотного полка «Мюнстер». В июле 1934 года произведён в подполковники, один год посещал Военно-спортивную школу для командиров батальонов в Вюнсдорфе. В октябре 1936 года произведён в полковники.

### Вторая мировая война

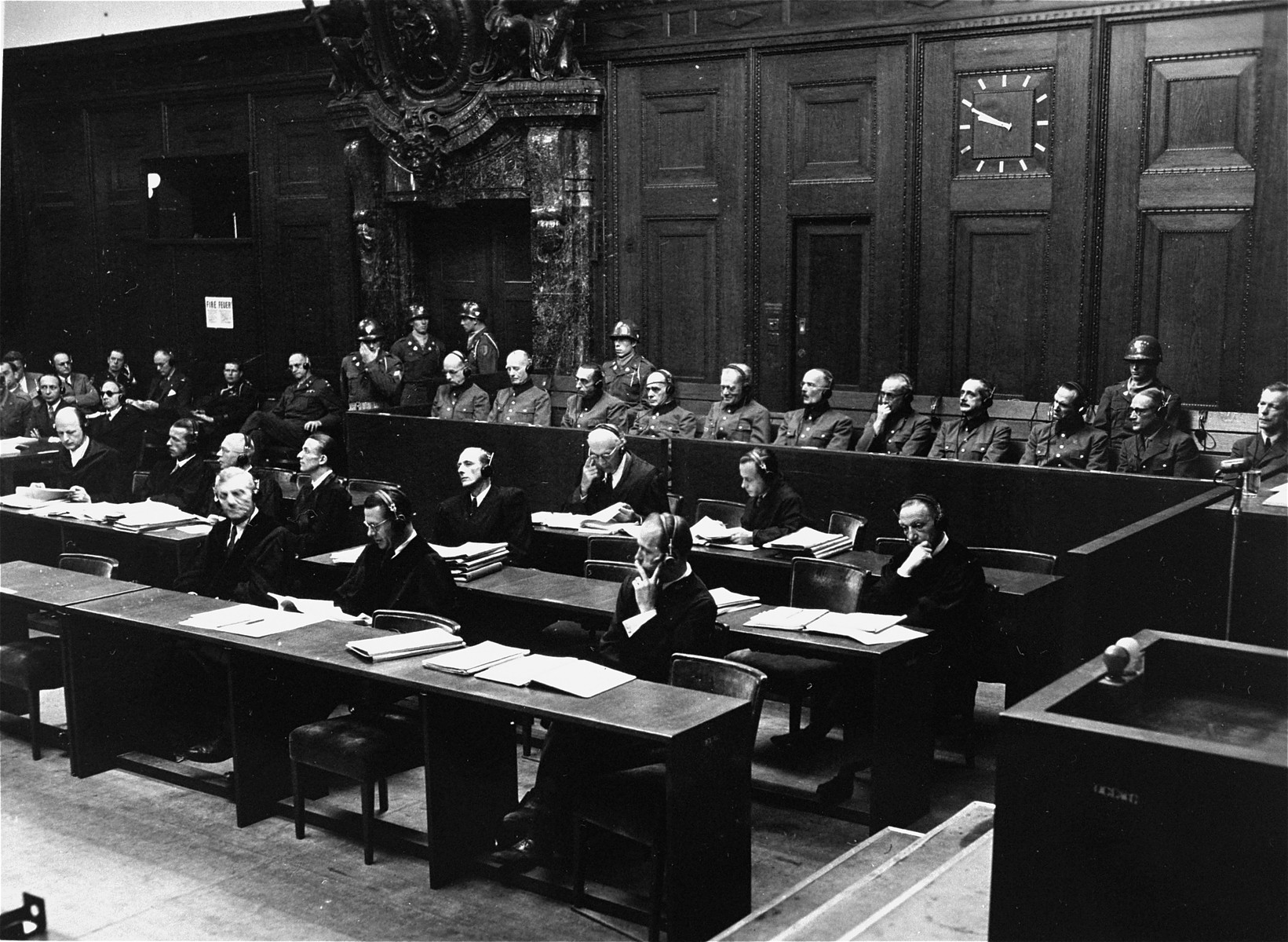
Денер (пятый справа) на скамье подсудимых

В начале Второй мировой войны Денер командовал 87-м пехотным полком в 36-й пехотной дивизии (12-й военный округ). 1 октября 1940 он был произведён в генерал-майоры, 22 ноября 1940 возглавил 106-ю пехотную дивизию из 6-го военного округа, 12-й волны мобилизации. Дивизия до июня 1941 года проходила подготовку в Кёльне. В составе группы армий «Центр» дивизия участвовала в операции «Барбаросса» и наступала сначала на Смоленск, а затем на Москву. В ходе операции «Тайфун» 4-я танковая армия в боях под Москвой потерпела ряд поражений и вынуждена была отступить. К маю 1942 года от 106-й пехотной дивизии, воевавшей в 15-й армии, осталась все одна боевая группа. 1 октября 1942 Денер был произведён в генерал-лейтенанты и возглавил 82-й армейский корпус, а 1 декабря 1942 был произведён и в генералы пехоты.
15 июля 1943 Денер был переведён на юго-восточный фронт, на Балканы, где возглавил 69-й резервный (позднее 69-й армейский) корпус, воевавший в Хорватии против титовских партизан. До 31 марта 1944 он командовал корпусом. 5 августа 1944 назначен правопреемником генерала пехоты Теодора Гейба, который был ранен в стычке с французскими партизанам (умер 26 ноября 1944) и возглавил армейские части на юге Франции. После отступления вермахта из южной и западной частей Франции 17 ноября 1944 оставил свою должность и был переведён в резерв. По состоянию на 22 января 1945 оставался генералом для особых поручений в группе армий «A». 8 мая 1945 попал в плен к американцам, откуда освободился только в 1947 году.

### После войны
На Нюрнбергском процессе над генералами юго-восточного фронта (или процессе о заложниках) Денер стал подсудимым и был обвинён в массовых убийствах гражданского населения (особенно во время операции «Пантера» в хорватских землях Кордун и Бановина). 19 февраля 1948 приговорён к семи годам лишения свободы, однако в ходе дискуссий о перевооружении Западной Германии и на фоне Корейской войны по решению верховного комиссара Джона Макклоя и при поддержке Консультативного совета по помилованию военных преступников во главе с Дэвидом Пеком от 31 января 1951 Денер был помилован. 3 февраля 1951 Денер и ещё 32 других осуждённых покинули военную тюрьму Ландсберг.
Скончался 13 сентября 1970 в Кёнигштайне-им-Таунусе (земля Гессен).

## Награды
- Железный крест (1914) (Королевство Пруссия)
  - 2-го класса[2] (12 октября 1914)
  - 1-го класса[2] (8 апреля 1916)
- Орден «За военные заслуги» 4-го класса с мечами[2] (Королевство Бавария)
- Нагрудный знак «За ранение» в чёрном (6 ноября 1918)[2]
- Почётный крест Первой мировой войны 1914/1918 (25 октября 1934)
- Медаль «За выслугу лет в вермахте» 1-го класса (1936)
- Медаль «За сооружение Атлантического вала» (1939)
- Пряжка к Железному кресту 2-го (14 сентября 1939) и 1-го класса (1 ноября 1939)[2]
- Нагрудный знак «За ближний бой» (8 июля 1940)
- Рыцарский крест Железного креста (18 октября 1941)[3] как генерал-майору, командиру 106-й пехотной дивизии[4]
- Медаль «За зимнюю кампанию на Востоке 1941/42» (3 августа 1942)